# Panulirus interruptus
O Panulirus interruptus, também conhecido como lagosta-espinhosa-da-Califórnia, é uma espécie de lagosta da família Palinuridae encontrada no leste do Oceano Pacífico, desde a Baía de Monterey, na Califórnia, até o Golfo de Tehuantepec, no México. Normalmente, ela atinge 30 cm de comprimento, é marrom-avermelhada com listras ao longo das pernas e tem um par de antenas, mas não tem garras. As ranhuras interrompidas ao longo da cauda são características da espécie.
As fêmeas podem carregar até 680.000 ovos, que eclodem após 10 semanas em larvas Phyllosoma planas. Elas se alimentam de plâncton antes da metamorfose para o estado juvenil. Os adultos são noturnos e migratórios, vivem entre rochas em profundidades de até 65 m e se alimentam de ouriços-do-mar, amêijoas, mexilhões e vermes. A espécie é comida por vários peixes, polvos e lontras-marinhas, mas pode se defender com um ruído alto produzido por suas antenas. A lagosta-espinhosa-da-Califórnia é objeto de pesca comercial e esportiva tanto no México quanto nos Estados Unidos, com pescadores esportivos usando redes e pescadores comerciais usando armadilhas para lagostas [en].

## Descrição
Em comum com todas as lagostas-espinhosas, a lagosta-espinhosa-da-Califórnia tem duas antenas grandes e espinhosas, mas não tem garras grandes nas pernas. A lagosta-espinhosa-da-Califórnia é uma das maiores espécies de lagosta-espinhosa, e cresce até 60 centímetros de comprimento, mas geralmente não ultrapassa 30 cm. Os machos podem pesar até 7,4 kg. A parte superior do animal é vermelho-amarronzada, sem as faixas ou manchas mais claras vistas em outras lagostas-espinhosas. As pernas têm cor semelhante, mas com uma ou mais listras mais claras ao longo de seu comprimento.
Os machos e as fêmeas de todas as idades podem ser distinguidos pela posição das duas aberturas genitais redondas ou gonóporos. Nas fêmeas, elas estão nas bases do terceiro par de pereópodes, enquanto nos machos elas estão na base do quinto (último) pereópode, mais distante da cabeça e mais próximo do abdômen. As fêmeas maduras têm uma pequena garra no quinto pereópode e pleópodes aumentados.

## Distribuição
A lagosta-espinhosa-da-Califórnia é encontrada em partes do Golfo da Califórnia e ao longo da costa do Oceano Pacífico da península da Baixa California, estendendo-se até o norte da Baía de San Luis Obispo [en], Califórnia. Há registros ocasionais da Baía de Monterey, mas a água lá é muito fria para a lagosta-espinhosa-da-Califórnia se reproduzir, e acredita-se que qualquer adulto encontrado na Califórnia Central [en] tenha chegado como larva durante os anos de El Niño.
As lagostas-espinhosas-da-Califórnia vivem em substratos rochosos, em profundidades de até 65 metros. Embora os adultos possam ser encontrados em águas rasas, incluindo poças de maré, eles são mais frequentes em águas mais profundas. Os filhotes geralmente habitam habitats rochosos a uma profundidade de 0-4 m com densa cobertura vegetal, especialmente a grama Phyllospadix torreyi [en].

## Ecologia e comportamento

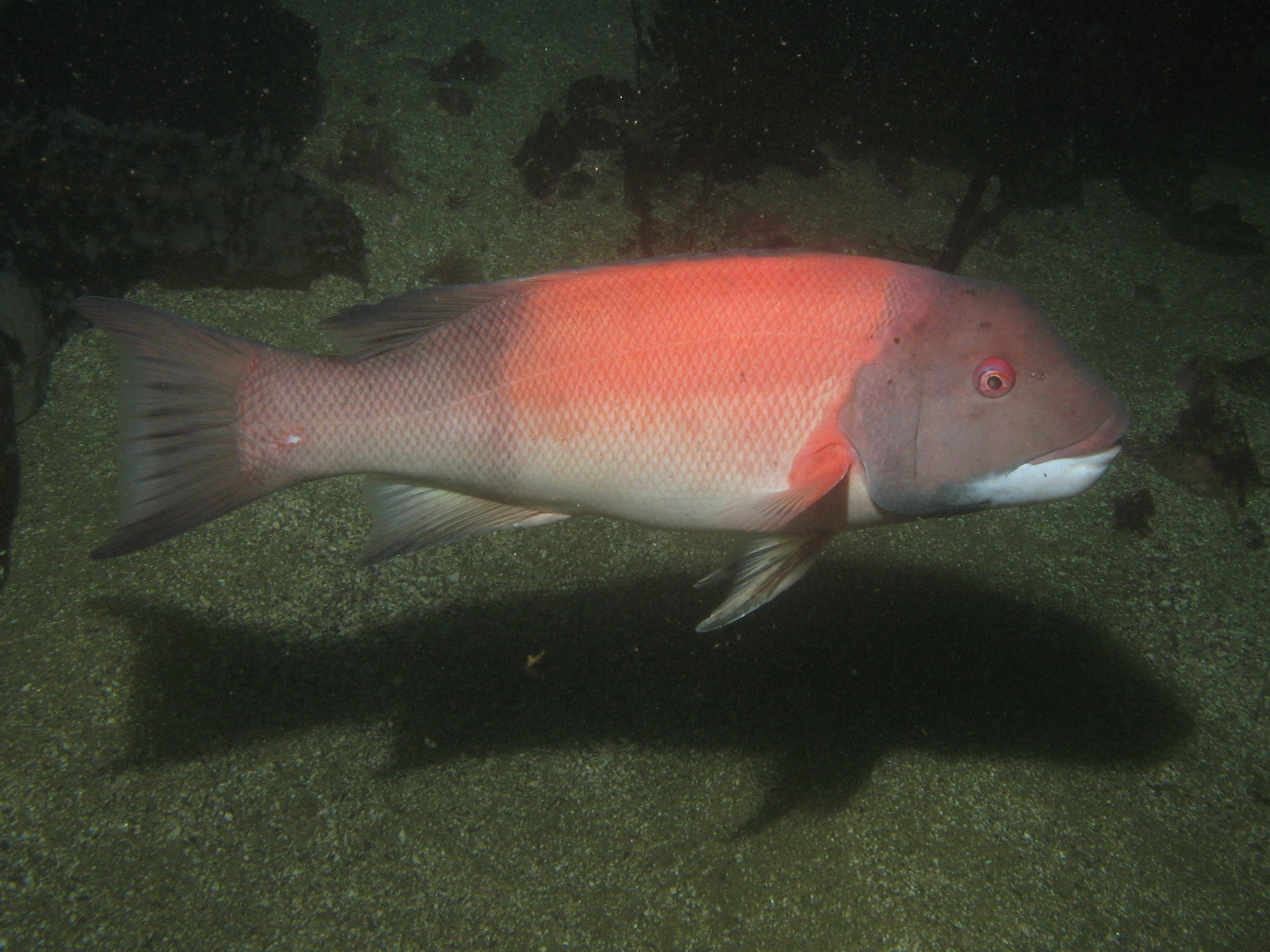
O bodião-gigante-da-Califórnia é um grande predador da lagosta espinhosa da Califórnia.

As lagostas-espinhosas-da-Califórnia são noturnas, escondendo-se em fendas durante o dia, com apenas as pontas de suas longas antenas à mostra, como forma de evitar predadores. Ao amanhecer, as lagostas formam agregações, que mantêm até o anoitecer. À noite, elas emergem e se alimentam de ouriços-do-mar, amêijoas, mexilhões e vermes. Essa atividade é importante para limitar as populações de ouriços-do-mar e, assim, manter comunidades saudáveis no fundo do mar.
Os predadores naturais da lagosta-espinhosa-da-Califórnia incluem peixes ósseos, como o bodião-gigante-da-Califórnia, Stereolepis gigas [en] e Scorpaenichthys marmoratus [en], tubarões, incluindo o tubarão-chifre [en] e o tubarão-leopardo, polvos e lontras-marinhas. Em resposta a um predador que se aproxima, as lagostas-espinhosas, incluindo a lagosta-espinhosa-da-Califórnia, podem produzir um ruído alto usando o fenômeno stick-slip [en], semelhante a um instrumento de cordas friccionadas. As bases das antenas funcionam como uma palheta, que é esfregada sobre uma lima na borda da placa antenal. Se um predador estiver muito próximo, as lagostas-espinhosas flexionarão sua cauda muscular para escapar do predador, para trás.
Há uma migração anual, na qual as lagostas-espinhosas entram em águas mais rasas na primavera e no verão e vão para águas mais profundas no outono e no inverno, atingindo profundidades de até 73 m, talvez para evitar os efeitos das tempestades de inverno.

## Ciclo de vida

Duas lagostas-espinhosas-da-Califórnia na costa da Ilha Anacapa.

As fêmeas de lagostas-espinhosas-da-Califórnia atingem a maturidade sexual em um comprimento de 65 a 69 milímetros, o que normalmente ocorre em uma idade de 5 a 9 anos; os machos atingem a maturidade sexual após 3 a 6 anos. Como todas as partes duras são perdidas a cada ecdise, a vida útil das lagostas-espinhosas maduras é incerta; acredita-se que elas vivam 50 anos ou mais.
As lagostas espinhosas não têm os gonópodes (primeiros pleópodes modificados para reprodução) que estão presentes em lagostas da família Nephropidae e em caranguejos, e as fêmeas não têm uma bolsa profunda no esterno para armazenar esperma. Em vez disso, um espermatóforo é transferido diretamente de um dos gonópodes do macho para o esterno da fêmea. No entanto, o gonóporo masculino é adornado com um “processo peniano”, que é reto e serrilhado, com uma pequena “escova de cabelo”. O esterno das fêmeas maduras tem três “janelas” nos três últimos segmentos, que, de forma única entre as espécies de Panulirus, abrangem as duas metades do esterno. Essas janelas são mais macias do que o restante do exoesqueleto e acredita-se que ajudem o macho a localizar o local correto para colocar o espermatóforo semelhante a alcatrão.
Após o acasalamento, os ovos fertilizados são carregados nos pleópodos da fêmea até eclodirem, sendo que entre 120.000 e 680.000 são carregados por uma única fêmea. Os ovos começam vermelho-coral, mas escurecem à medida que se desenvolvem, tornando-se um marrom profundo. Os ovos estão prontos para eclodir após 10 semanas, e a desova ocorre de maio a agosto. As larvas que eclodem (chamadas de larvas Phyllosoma) não se parecem com os adultos. Em vez disso, são animais achatados e transparentes com cerca de 14 mm de comprimento, mas tão finos quanto uma folha de papel. As larvas se alimentam de plâncton e passam por dez mudas em dez estágios larvais adicionais, o último dos quais tem cerca de 30-32 mm de comprimento. A série completa de mudas larvais leva cerca de 7 meses e, quando o último estágio muda, ele se metamorfoseia no estado puerulus, o estágio larval final, ainda transparente As larvas puerulus se depositam no fundo do mar quando a água está próxima de sua temperatura máxima, o que na Baixa California ocorre no outono.
A dieta dos filhotes é variada, mas compreende principalmente anfípodes e isópodes, juntamente com algas da ordem Corallinales e a planta Phyllospadix. Quando disponíveis, os filhotes preferem comer caranguejos.

## Pesca
Em sua descrição original, John Witt Randall [en] observou que a lagosta-espinhosa-da-Califórnia é “usada como alimento pelos nativos” da Alta Califórnia. A lagosta-espinhosa-da-Califórnia é atualmente a lagosta mais importante economicamente na Costa Oeste dos Estados Unidos. A pesca esportiva pode ser responsável por até metade de toda a captura, enquanto a maior parte da captura comercial vem de armadilhas para lagostas, com quantidades menores provenientes do uso de redes de pesca ou de pesca de arrasto. A principal área de pesca fica a oeste da Baixa California, e as importações do México para os Estados Unidos são o dobro da quantidade produzida na Califórnia.

### Pesca esportiva na Califórnia

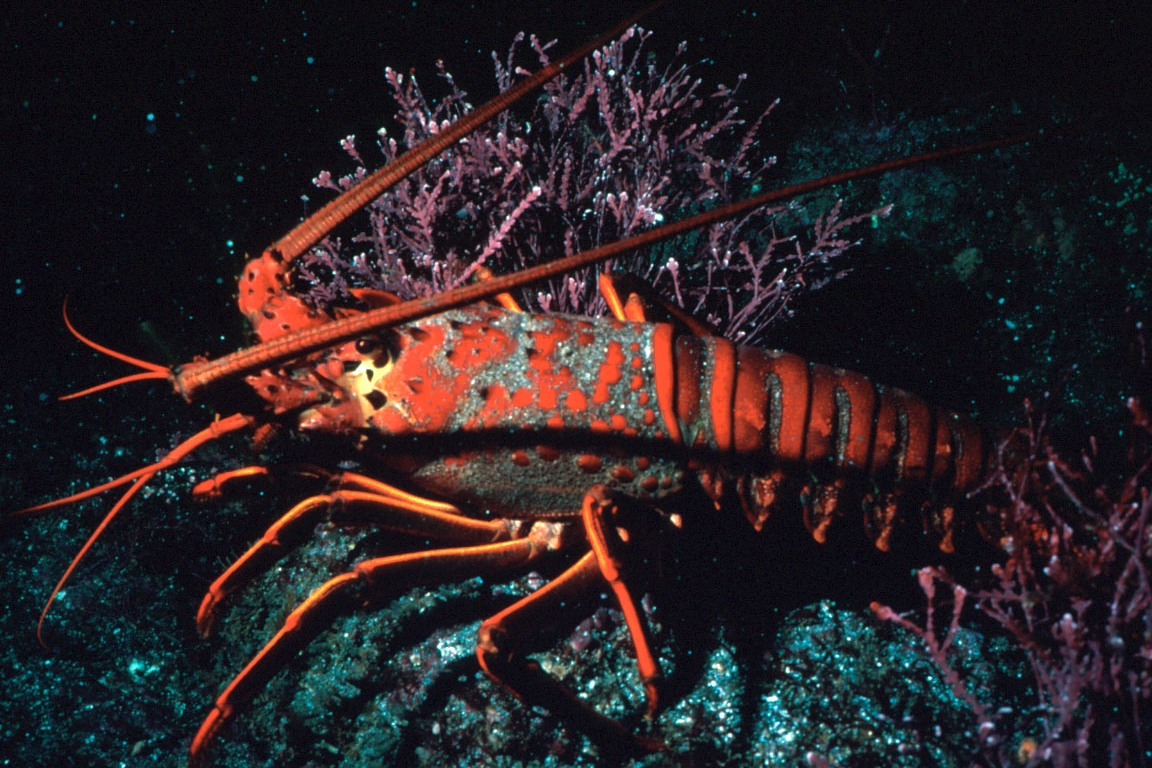
Lagosta-espinhosa-da-Califórnia.

Os pescadores esportivos têm permissão para capturar lagostas com redes de argola ou por meio de mergulho autônomo ou mergulho livre; quase todos vêm da Califórnia, com apenas um pequeno número de outros estados dos EUA. O Departamento de Pesca e Caça da Califórnia [en] estima que os pescadores esportivos capturaram mais de 200.000 lagostas-espinhosas na primeira metade da temporada 2008/2009, totalizando cerca de 130.000 kg, em comparação com os pescadores comerciais, que capturaram um total de 260.000 kg no mesmo período.
O Departamento de Pesca e Caça da Califórnia define e aplica uma série de regulamentos relativos à pesca esportiva de lagostas-espinhosas:
1. A temporada de caça da lagosta-espinhosa-da-Califórnia vai do sábado anterior à primeira quarta-feira de outubro até a primeira quarta-feira após 15 de março.
2. Não é permitido o uso de outros implementos além de redes de argola; nenhuma pessoa pode ter mais de 5 redes e nenhuma embarcação pode usar mais de 10 redes. Ao pescar em terra firme, cada pescador está limitado a duas redes.
3. Os pescadores de lagosta não podem desembarcar mais de sete lagostas-espinhosas-da-Califórnia em um determinado dia e não podem ter mais de sete em sua posse em nenhum momento.
4. Os pescadores devem portar um medidor de lagosta, e qualquer lagosta menor do que o tamanho mínimo de desembarque deve ser devolvida ao mar imediatamente. O tamanho mínimo é um comprimento de carapaça de 82,6 mm, medido ao longo da linha média da parte posterior da órbita ocular, entre os chifres, até a extremidade da carapaça. Isso equivale a um comprimento total do corpo de 20 centímetros.[3]
5. Para pescar lagostas-espinhosas ao sul de Point Arguello [en], é necessário apresentar ou manter por perto uma licença de pesca esportiva com selo de aprimoramento oceânico.
6. Um boletim informativo da temporada de caça deve ser comprado, preenchido e devolvido antes de 30 de abril, após o término da temporada.
7. Não se deve interferir nas armadilhas comerciais e esportivas.

### Pesca comercial na Califórnia
A temporada aberta para a pesca comercial começa na primeira quarta-feira de outubro e vai até a primeira quarta-feira após o dia 15 de março. Os pescadores comerciais podem usar armadilhas com boias individuais, mas não podem mergulhar para pescar lagostas.
Para aqueles que usam armadilhas para lagostas, o esforço de pesca é maior no início da temporada permitida na Califórnia e diminui no final da temporada, 24 semanas depois. Embora o esforço de pesca se concentre melhor em áreas com mais lagostas-espinhosas durante a temporada, a eficiência da pesca (captura por unidade de esforço [en]) diminui ao longo da temporada.

### Pesca no México
No México, as lagostas-espinhosas são um importante recurso comercial, representando a quinta pescaria mais valiosa, com valor de US$ 18 milhões. Três espécies são exploradas ao longo da costa do Oceano Pacífico da península da Baixa California, mas a captura de 744 toneladas da lagosta-espinhosa-da-Califórnia representa 95% a 97% do total, com apenas pequenas quantidades de Panulirus inflatus [en] e Panulirus gracilis [en]. Os direitos de pesca são detidos por 26 cooperativas locais.
As principais restrições legais à pesca da lagosta-espinhosa-da-Califórnia no México são um tamanho mínimo de desembarque de 82,5 mm, a proibição da captura de fêmeas que estão carregando ovos e um período de fim da temporada de caça: de 16 de fevereiro a 14 de setembro, a pesca de lagostas-espinhosas é proibida em uma região que se desloca para o sul ao longo da costa do Pacífico do México durante a temporada.
| Início         | Fim             | Limite norte                                                         | Limite sul                                                           |
| -------------- | --------------- | -------------------------------------------------------------------- | -------------------------------------------------------------------- |
| 15 de setembro | 15 de fevereiro | Fronteira Estados Unidos–México                                      | Uma linha imaginária que corre a oeste da boca de El Tordillo        |
| 1 de março     | 30 de setembro  | Uma linha imaginária que corre a oeste da boca de El Tordillo        | Uma linha imaginária que corre a oeste da boca de Boca de la Soledad |
| 16 de maio     | 15 de novembro  | Uma linha imaginária que corre a oeste da boca de Boca de la Soledad | Cabo San Lucas                                                       |

A pesca mexicana da lagosta-espinhosa-da-Califórnia foi a primeira pesca latino-americana a receber o selo ecológico [en] de pesca sustentável do Marine Stewardship Council [en], e a espécie é classificada como pouco preocupante na Lista Vermelha da IUCN.

## Nomes

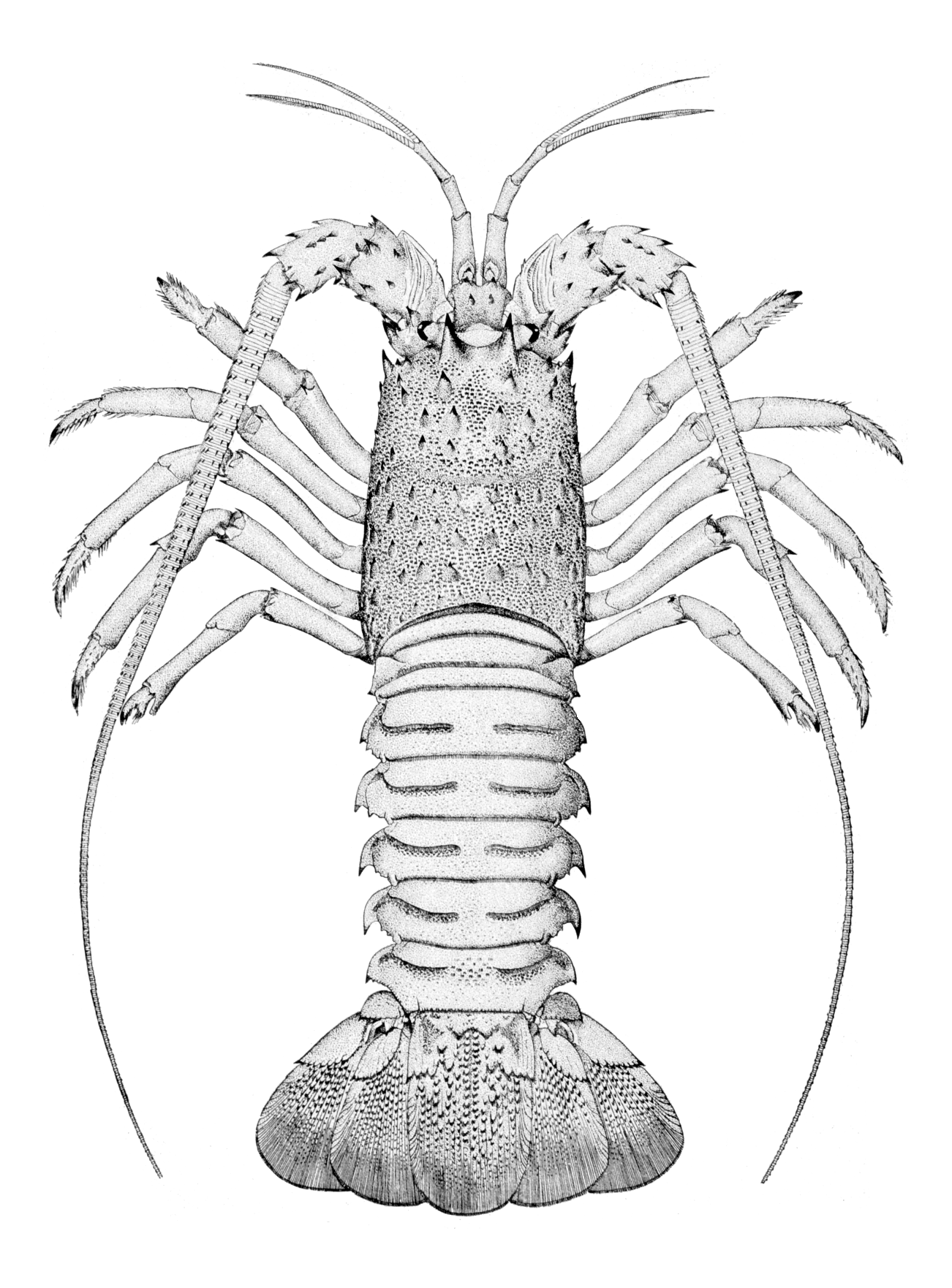
Desenho de uma fêmea de Panulirus interruptus, mostrando as ranhuras interrompidas na cauda que dão à espécie seu nome científico.

O Panulirus interruptus é chamado de lagosta-espinhosa-da-Califórnia pela Organização das Nações Unidas para Alimentação e Agricultura, mas existem vários outros nomes vernaculares locais, incluindo lagosta-da-Califórnia, lagostim-marinho-da-Califórnia e lagosta-vermelha nos Estados Unidos, e langosta colorada e langosta roja no México. O nome comum preferido do Serviço de Pesca e Vida Selvagem dos Estados Unidos é simplesmente lagosta-espinhosa.
John Witt Randall descreveu a espécie no Journal of the Academy of Natural Sciences of Philadelphia (Academia de Ciências Naturais de Filadélfia) em 1840, com base no material que lhe foi fornecido por Thomas Nuttall. A localidade exata não é conhecida, sendo dada apenas como “Alta Califórnia”, mas as fontes mais prováveis são os locais onde Nuttall era mais ativo, ou seja, Santa Bárbara e San Diego. O epíteto específico interruptus refere-se às ranhuras nos tergitos abdominais, que são interrompidas nessa espécie. Embora originalmente colocada no gênero Palinurus, a lagosta-espinhosa-da-Califórnia foi posteriormente transferida para o novo gênero Panulirus [en] de Adam White [en], juntamente com outras lagostas-espinhosas que têm flagelos longos em suas primeiras antenas.

## Espécies relacionadas
Os parentes mais próximos não são as outras espécies presentes no Pacífico Oriental, mas sim Panulirus argus do Mar do Caribe e espécies do Pacífico Ocidental, como Panulirus japonicus [en], Panulirus marginatus [en], Panulirus pascuensis [en], Panulirus cygnus [en] e Panulirus longipes [en]; essa relação foi recuperada a partir de estudos comparativos da morfologia de adultos e larvas, bem como da filogenética molecular, usando as sequências de DNA dos genes da citocromo c oxidase e do RNA ribossômico 16S.
A lagosta-espinhosa-da-Califórnia pode ser diferenciada das outras espécies do gênero pelas ranhuras interrompidas no abdômen; outras espécies não têm ranhuras ou têm ranhuras que abrangem todo o segmento do corpo.